# 譚加拉朱·蘇皮亞
谭加拉朱·苏皮亚（英語：Tangaraju Suppiah，1977年1月19日—2023年4月26日），新加坡毒品走私犯，于2014年2月被控教唆他人走私约1（2.2磅）大麻。2018年10月9日，法庭基于間接證據宣布他与他人同谋运输毒品的罪名成立，并判处他死刑。
谭加拉朱和其辩护人曾数次针对死刑判决提起上诉，但均以失败告终。他的家属和部分社运人士亦有对他的判决发起抗议，政府对此则回应称该案的所有法律程序均正当。2023年4月26日，谭加拉朱在樟宜監獄被执行绞刑。

## 生平
谭加拉朱生于1977年，单亲家庭出身，家中还有一个姐姐（1974年出生），不过两人在谭加拉朱19岁时就失去了联系，具体原因不明。他的母亲曾经当过十八年的路面清洁工。
谭加拉朱只上过5年小学，12岁时就开始吸食大麻，并在14岁时首次因大麻入狱，此后他一生中的大部分时间都在因为吸食或持有大麻而进出监狱。

## 被捕背景
2013年9月6日，一名叫做摩根·瓦罗的马来西亚人于晚上22时许在试图通过大士关卡离开新加坡时被新加坡中央肅毒局人员从汽车上搜出1.0179（2.244磅）大麻。在接受审问时，摩根供出是一名“印度人”指使他运送的毒品，虽然两人未曾谋面，但有人给过他两个用来联系这名“印度人”的号码，并告诉他这名“印度人”30来岁、身高大约1.76（5英尺9英寸）、留着很长的刘海、身上戴着很多珠宝以及驾驶白色面包车。在警方的监视下，摩根于23时50分许打电话给“印度人”提出在西海岸公园的麦当劳见面，随后警方于凌晨1时左右派员前往指定地点埋伏。警方最初在厕所逮捕了一个名叫苏雷什·苏布拉马尼亚姆（Suresh Subramaniam）的新加坡人，不过摩根表示自己从来没见过他，也不知道他是谁。随后摩根再次给“印度人”打了一个电话，对方表示他是叫了一个朋友去取毒品，进一步表明被捕者并非最终目标。
警方通过对两通电话的分析认为，两名接电话的人都与同一个所谓的“印度人”存在联系，只不过这两个号码的号主名字不相同。2014年3月，警方将“印度人”锁定为苏雷什儿时的好友、时年37岁的谭加拉朱，并以他与摩根运送毒品的案件存在联系为由将其逮捕。而当时的谭加拉朱之前已经因为吸食大麻、逃离保释和自2013年9月起未按规定上交尿检报告而被逮捕。新加坡的《滥用药物法》规定，走私超过500克（18盎司）大麻者将必须被判处死刑。根据苏雷什在被捕时示出的证据显示，在苏雷什前往麦当劳买晚餐时，谭加拉朱给苏雷什打了好几个电话以确认附近是否有符合他朋友描述的汽车以及厕所是否有人，警方据此认定谭加拉朱就是摩根运送毒品的幕后指使者。
根据谭加拉朱的姐姐透露，法庭在开审谭加拉朱之前曾给他提供了一次認罪協商的机会，将其刑事处罚放低到了20年监禁，其后刑期经过两次调整，分别又降到15年和12年，不过谭加拉朱并未接受，坚持要参加审判以证明自己无罪。

## 毒品走私的审判
被捕三年后，谭加拉朱于2017年10月3日前往高级法院参加庭审，法庭并为他指定了两名辩护律师。谭加拉朱对指使摩根运送毒品、叫苏雷什前往拿取毒品和安排亲自前往拿取毒品都作出了否认。不过在之前，谭加拉朱另外曾因为走私499.99克（17.637盎司）大麻（尚未达到死刑标准）而被判处23年徒刑和15下鞭刑。
虽然谭加拉朱承认警方拿到的两个号码确实是他所有，但他表示这两个号码一个是用于工作，另一个用于私人场合，且他用来存放其中一个号码的手机已经丢失，可能是别人捡到之后联系的摩根。谭加拉朱的律师提出，摩根口中的“印度人”应该是苏雷什，因为他的各方面特征 –  – 37岁、1.76m的身高、身上有三件珠宝饰品等 –  – 也更符合摩根的描述，其想通过陷害谭加拉朱来逃避自己的死刑。不过庭审法官认为摩根联系的第一个号码不可能是苏雷什持有，因为他的手机在被捕时就已经被收缴，而警方让摩根再次联系“印度人”时，接电话的人也并不是苏雷什；除此之外，摩根在凌晨1:20到2:00之间总共和“印度人”通了五次电话，而当时的苏雷什已经被捕，因此他不可能是那名幕后的“印度人”。苏雷什最终没有受到太多处罚，而是暂时获释，不过并非无罪释放，因为他仍有与不明人士合谋运送毒品的情节。
在审理的结束阶段，庭审主持符晓平（Hoo Sheau Peng）在判决意见中表示接受警方拿出的間接證據和苏雷什与摩根给出的证词，认定谭加拉朱有罪，因为她发现谭加拉朱本人在先前的审理中承认过那两个号码确实是他用来联系摩根运送毒品的，只不过其后来在2014年5月向警方作最后陈述时又变更了说法，除此之外，谭加拉朱亦无法解释为什么摩根会有他的第二个号码。符晓平还指出，摩根和苏雷什存有的两个号码很明显是用来交替联系同一个人的，因此她认为谭加拉朱手机丢失的说法不可信，且其后来的证词明显是经过编造，而如果谭加拉朱真的无罪，他就应该一开始就提出这件事情。
符晓平法官还对谭加拉朱宣称法庭未给他提供泰米尔语口译员的指控作出了驳斥，因为谭加拉朱自始至终并未提出相关要求，而其他法官也纷纷证实了他没有说过需要口译员。法官认为由于苏雷什与谭加拉朱是多年好友，彼此之间不可能存在敌意，且谭加拉朱获罪对苏雷什并无好处，因此苏雷什没有理由陷害谭加拉朱。另外，法官又指出摩根曾供述称自己在首次和“印度人”通话时，对方表示可以给他在大士的一家夜间小店里某一份工作，而根据谭加拉朱自己的说法，他确实拥有一家夜间小店，且有能力给别人提供此类帮助。
因此，符晓平法官最终认定谭加拉朱教唆他人走私大麻的罪名成立，违反了《滥用药物法》第12条的相关规定。2018年10月9日，法庭正式宣布判处谭加拉朱死刑，并悉数驳回了谭加拉朱的上诉，将其关进了樟宜監獄的死囚室。

## 上诉
在上诉失败后，谭加拉朱与另外21名死囚犯联名向總檢察長提交了一份诉状，称他们与律师和家人之间的私人往来信件在未经他们同意的情况下就被监狱当局发送到了總檢察長办公室，指控相关行为属于侵犯人权。但最终这份诉状的说法被予以驳回，相关诉讼也在2021年3月16日被撤销。
2022年8月3日，谭加拉朱又联合另外23名囚犯指控总检察长阻挠他们联系律师，使得包括一些绞刑计划业已定下的囚犯在内的人无法获取辩护律师，从而处于劣势。但这次诉讼再一次遭到驳回，法官给出的理由是律师有权拒绝死刑犯的辩护请求，且没有证据表明有律师在考虑到那些协助死刑犯上诉失败的律师（特别是纳加德兰·法马林伽一案中的律师）受到处罚后而惮于为死刑犯辩护。
2023年2月，谭加拉朱向上诉法庭提出动议，请求重新审理他的案件，并鉴于关于检察官向辩方披露重要证人证词的法律规定发生变化的情况，对他的定罪进行复核。虽然谭加拉朱的案件得到了复核，但他的动议遭到了上诉法庭法官莊泓翔（Steven Chong Horng Siong）的拒绝，因为上诉法庭认为即使不披露重要证人的陈词，客观证据仍然足以支持此前给谭加拉朱定下的罪名。据媒体报道，谭加拉朱在提出这项动议时身边也没有辩护律师陪同。

## 处决通知
2023年4月19日，谭加拉朱的姐姐接到了法院发来的处决通知，被告知谭加拉朱将在一周后的4月26日被处决。除此之外，针对谭加拉朱的死刑执行许可也已经发出。
谭加拉朱的死刑判决下达后，包括安娜玛莱（Kokila Annamalai）、韩俐颖以及律师拉维（M Ravi）等在内的维权人士纷纷联名提出起诉，要求当局不要执行这次死刑。其中安娜玛莱在得到谭加拉朱将被执行死刑的消息后，表示这一消息使得她和其他维权人士以及其他死囚犯的家属都感到非常恐惧和反对，并表示自上一次当局执行死刑（2022年10月）以来，死刑犯的家属及呼吁废除死刑的人在过去的六个月里一直“屏着呼吸，害怕大肆杀戮又将再次开始”。
2020年到2022年期间，由于2019冠狀病毒病疫情的原因，新加坡已有大约两年没有执行过死刑，而到了2022年3月，当局再次对一名叫阿卜杜勒·卡哈尔·本·奥斯曼的罪犯执行了绞刑。2022年全年内，共有11名从事毒品走私的罪犯遭到处决。在新加坡的东南亚邻国之中，泰国已经开始推动大麻合法化，而马来西亚则废除了强制执行死刑的规定，在此情况下，新加坡频繁处决毒品犯罪人员的趋势反而让其受到了更多关注和压力。
对于该案的判决，新加坡中央肅毒局在其声明中回应称，案件的判决完全遵循了正当的法律程序，且谭加拉朱全程寻求律师的权利也得到了保障，除此之外，有充分证据表明谭加拉朱确实走私了1.0179（2.244磅）大麻，其数量足以供150名吸食者吸食一周，达到了强制死刑门槛的两倍。中央肅毒局还表示，毒品会对吸食者及其家人乃至整个社会带来巨大损害，而死刑则是遏制毒品走私的必要手段。另外，中央肃毒局还证实称在法庭发出死刑执行许可前，谭加拉朱获得减刑的机会已经丢失。

## 临刑上诉
2023年4月23日，谭加拉朱的家人，包括他的姐姐和侄子组织了一场公众抗议活动，指控谭加拉朱的定罪过程没有充分证据和不公平，并请求总统下令重审和减刑。一些其他死刑犯（其中部分已经被处决）的家人也到场表达了支持。除了发起抗议之外，谭加拉朱的亲友和一些社运人士还向新加坡總統府发出了请愿，请求将死刑减至无期徒刑。谭加拉朱的姐姐表示相信自己的请求能被听到，而其侄子则表示谭加拉朱虽然已经屈从命运，但他相信自己的死“不公正”，希望“上帝能向他伸出援助之手”。
2023年4月25日，莊泓翔法官再次驳回了减刑请求，并表示根据《刑事诉讼法》的规定，司法复核无法适用于谭加拉朱的情况。谭加拉朱本人则在最后又提出检方在认定他和摩根打算贩运的大麻的具体数量时没有给出证明，但莊泓翔法官回应称减刑申请人没有给出任何让法庭行使司法复核权的法理依据，而谭加拉朱的新论点则属于虚假断言，不仅与庭审现场出示的证据亦不相符，而且存在提出时机太迟的问题。莊泓翔还表示先前上诉法庭有根据《滥用药物法》第12条处理过类似情况，当时给出的判决是，只要被告的动机是任意数量的毒品全部被收走，其就无法通过宣称不知道这些毒品的确切数量来逃脱罪责。

## 国际反应
谭加拉朱的判决下发后，“缓刑”组织、國際特赦組織以及英国富豪理查德·布蘭森等国际组织或人物都对这一判决作出了批评。布兰森在其博客中表示新加坡政府“可能要杀掉一个无辜的人，并称谭加拉朱当时“根本不在毒品缴获地点附近的任何地方”，批评该案的审理是“依赖于推理”。对此，新加坡内政部回应指布兰森的说法为错误指控，谴责布兰森不尊重新加坡的法律体系和判决决定，并表示实际情况与布兰森的说法恰恰相反，因为有足够的客观证据表明谭加拉朱存在指使他人走私毒品的行为，而符晓平法官也正确地指出了谭加拉朱有运送毒品的动机和长期参与了其被认定的罪行。此外，内政部举出一份调查称有87%的新加坡人和83%的外国人支持在新加坡使用死刑，表明死刑对于新加坡的毒品走私现象存在威慑作用
联合国人权事务高级专员办事处通过发言人拉维娜·沙姆达萨尼（Ravina Shamdasani）于谭加拉朱被处决前夕发表声明称对该案审理过程的法律正当性和是否公平感到担忧，并呼吁当局不要执行这次死刑。此外，联合国人权办事处在其新闻发布会中也提出了类似呼吁。
国际伤害减少组织（Harm Reduction International）和亚洲反死刑网络（Anti-Death Penalty Asia Network）也向新加坡提出了减刑和废除死刑的呼吁。国际特赦组织则批评该次判决“极度残忍”。澳大利亚众议院议员葛拉罕·佩雷特亦谴责了新加坡的处决决定，并认为谭加拉朱可能无辜。
欧洲联盟呼吁新加坡改判谭加拉朱无期徒刑并废除死刑制度，法国人权组织國際人權聯盟也呼吁新加坡减刑及遵守国际法律标准，并表达了反对判处谭加拉朱死刑的立场，表示死刑应该用于那些犯下最严重罪行的人，而这种罪行不应包括毒品走私。
另一名因为走私毒品而被关进死囚的罪犯Pannir Selvam Pranthaman的姐姐Sangkari Pranthaman在其发表于马来西亚报纸上的一篇文章中对这次死刑判决提出了批评，并表示支持谭加拉朱和其家人，呼吁新加坡当局终止处决计划。死刑正义工程（Capital Punishment Justice Project）副主席萨拉·科瓦尔表示对谭加拉朱被逮捕和定罪时的环境感到担忧，呼吁新加坡通过撤回死刑判决和复核案件来保障谭加拉朱的权利。前律师拉维（于2023年因纪律问题被停职五年）表示希望更多人支持阻止当局处决谭加拉朱。人权观察的菲尔·罗伯逊（Phil Robertson）表示当局的判决因一旦执行就将“完全无法逆转”而显得“不够好”。

## 处决
在最终上诉败诉后，谭加拉朱仍继续被关在樟宜监狱。据报道，谭加拉朱在临刑前点了鸡饭、印度香饭、冰淇淋苏打和美祿味甜品作为临刑餐，但其中甜品未得到满足。谭加拉朱还为自己和旁边的狱友各自点了一碗餛飩麵，并获准使用自己的钱给其他狱友买了一些羊肉煎饼、鱼肉汉堡、馬來咖哩餃和软饮料。谭加拉朱的家人提出希望能给他带去一些他所要求的宗教物品，但根据监狱规定，家人最终只带去了一些念珠。为了匹配合适的绞刑用绳索，监狱官员在行刑前专门测量了谭加拉朱的身高和体重，并表示这是因为新加坡执行绞刑的方式是“长坠吊”（long drop），此种方式能折断犯人的脖子，从而立即置其于死地。另外，谭加拉朱还获准拍摄了遗照，部分属于他的物品也得到了归还。
据报道，谭加拉朱母亲前往见谭加拉朱最后一面时，由于担心谭加拉朱感到崩溃，没有告诉谭加拉朱他即将被执行死刑。另外有消息表明，新加坡总统哈莉玛·雅各布亲自拒绝了谭加拉朱家人的减刑请求。
2023年4月26日黎明时分，谭加拉朱的绞刑于樟宜监狱正式执行。谭加拉朱因此成为了自2022年3月以来第十二名被新加坡当局处决的罪犯以及2023年新加坡国内有报道的第一位被处决者。4月27日，一名新加坡监狱署的发言人在媒体声明中证实谭加拉朱的死刑已经按照计划执行。其后安娜玛莱也表示谭加拉朱的姐姐已经接到了谭加拉朱的死亡证明。4月28日，谭加拉朱被葬在林厝港印度坟场。

## 后续
在世界上大部分国家都正在推动大麻合法化，且一些大麻不合法的国家也已降低了对吸食或走私大麻的人的处罚的背景下，新加坡坚持处决谭加拉朱的做法成为了一个世界性的争议焦点。
国际特赦组织对谭加拉朱死刑的执行提出了批评，称当局此举为“漠视人权”。亚洲反死刑网络执行协调员周铨洋（Dobby Chew）表示谭加拉朱在根本没有接触过毒品的情况下就被定罪以及处决，表明“罪恶又达到了新的顶峰”。“缓刑”會長佛亞（Maya Foa）表示谭加拉朱的处决“非常残忍且没有用处”，应该激发人们进一步呼吁废除死刑。前律师拉维认为谭加拉朱的判决“存在利益冲突”，因为法官莊泓翔在谭加拉朱受刑之前就出席过庭审，亦是2014年谭加拉朱第一次被指走私毒品时的总检察长，不应该负责这桩案件。前政治犯、光谱行动主要参与者之一张素兰（Teo Soh Lung）也批评这桩案件存在错判。
2023年5月5日，一名32岁的新加坡男子因威胁要弄伤甚至杀死总统哈莉玛·雅各布而被关进了心理衛生學院，根据其社交媒体上的信息，该名男子作出这种威胁与他不满谭加拉朱的处决有关。截至2024年4月，该名男子仍然处于候审状态，并面临12项罪名的指控，包括威胁伤害总统、威胁造成他人身体伤害、侮辱女法官等。最后，男子于2025年2月14日被判处坐牢10个月又12个星期。
对于联合国人权办事处的谴责，新加坡政府反驳称谭加拉朱的审理完全正当，任何国家都有根据自身情况对罪犯作出最合适的处罚决定的权力，且死刑除了对于枪击事件或劫持事件有重要的抑制作用外，还大大降低了毒品走私的发生率。新加坡政府举出自1990年新加坡引入强制处决毒品走私犯以来，相关罪案的发生率降低了66%。另外，新加坡政府还表示对于联合国无视毒品对人类造成的伤害，却将矛头指向当局处决一个犯人的做法感到失望。
此外，诸如陈俊良（Josephus Tan）、鍾庭輝（Chung Ting Fai）等新加坡的律师也对国际上的批评作出了反击，表示新加坡的法律对于死刑犯完全公平。鍾庭輝举出张俊炎（Cheong Chun Yin）的案例表示新加坡的法律对于没有达到死刑标准的毒品走私犯同样作出了处罚规定。多名专家和其他国家人士也认为应该尊重新加坡的决定和其他一些国家保留死刑的决定，强调目前对于是否所有国家都要废除死刑还没有达成一致、对应该处以死刑的所谓“最严重罪行”没有统一标准，同时也没有任何国际法律禁止死刑。
2023年5月19日，新加坡内政部根据《防止网络假信息和网络操纵法令》下达了一项更正命令，宣布社运人士韩俐颖、前律师拉维和反对派报纸《網絡公民》在谭加拉朱案的审理过程中存在散播假消息的行为。关于批评者对法官莊泓翔的指控，内政部指出谭加拉朱在受审前已被告知了相关情况，但他和他的律师并未提出任何反对意见。内政部还反驳了谭加拉朱被判“无罪”的虚假信息，指出谭加拉朱即使是在上诉后仍然被判有罪，并重申谭加拉朱在整个过程中都得到了律师的代理，相关程序完全正当。
2023年5月17日，即谭加拉朱被处决3周后，新加坡当局又处决了一名名叫穆罕默德·法依扎·穆罕默德·沙里夫（Muhammad Faizal Mohd Shariff）的36岁男子。沙里夫此前在2019年2月因走私1.5kg大麻而被定罪，最初计划于2019年1月执行绞刑。在沙里夫受刑的前一天，其提出改判无期徒刑的上诉也被驳回，考虑到家人的隐私，当局在证实这一消息时没有提及沙里夫的名字。沙里夫被处决后，新加坡的死刑情况受到了国际上的进一步关注，许多人评论称新加坡的法律过于严苛，担心该国死刑的执行频率只会越来越高，而国际上提出的改判另外54名死刑犯无期徒刑的呼吁也将遭到无视。
2023年5月30日，新加坡通信部部长和内政部第二部长杨莉明拒绝了反死刑组织“改革性正义团体”（Transformative Collective Justice）撤回更正命令的要求，并在官方声明中表示部门官员对于这项命令给出的理由感到满意。同时，内政部在宣布拒绝撤回命令时将此消息一并转达给了“改革性正义团体”。